# Tiras
Tiras (en hébreu תירס) est un des patriarches cités dans le livre de la Genèse (Gn. 10:2) et dans le premier livre des Chroniques (I Ch. 1:5). Il est le septième et dernier des enfants cités de Japhet et l'un des petits-fils de Noé. Dans sa chronique Histoire des prophètes et des rois, l'historien arabe Ṭabarî identifie le peuple Khazar ainsi que les Turcs comme les descendants de Tiras. Ce récit est cependant isolé car les Khazars s'établissent comme empire seulement au cours du VIIe siècle.
Selon le midrash Berechit Rabba, Tiras représenterait soit la région de l'Euphrate à l'origine de la Perse, soit la Thrace.
Pour Flavius Josèphe, il serait l’ancêtre des Thraces : « Thiras donna son nom aux Thiriens, qu'il gouvernait ; les Grecs en ont fait les Thraces . »
En 1838, Tuch suggère que Tiras se réfère à des peuples pirates de la mer Egée, les Tyrséniens, identifiés aux Étrusques d'Italie (Hypothèse orientale de l'Origine des Étrusques).
En Égypte, la découverte d'une inscription hiéroglyphique de l'époque de Ménephtah (1225-1215), mentionnant les "Turus" a confirmé cette hypothèse.